# Euphorbia heterochroma
Euphorbia heterochroma Pax es una especie fanerógama perteneciente a la familia de las euforbiáceas.   Es endémica de Kenia y Tanzania.

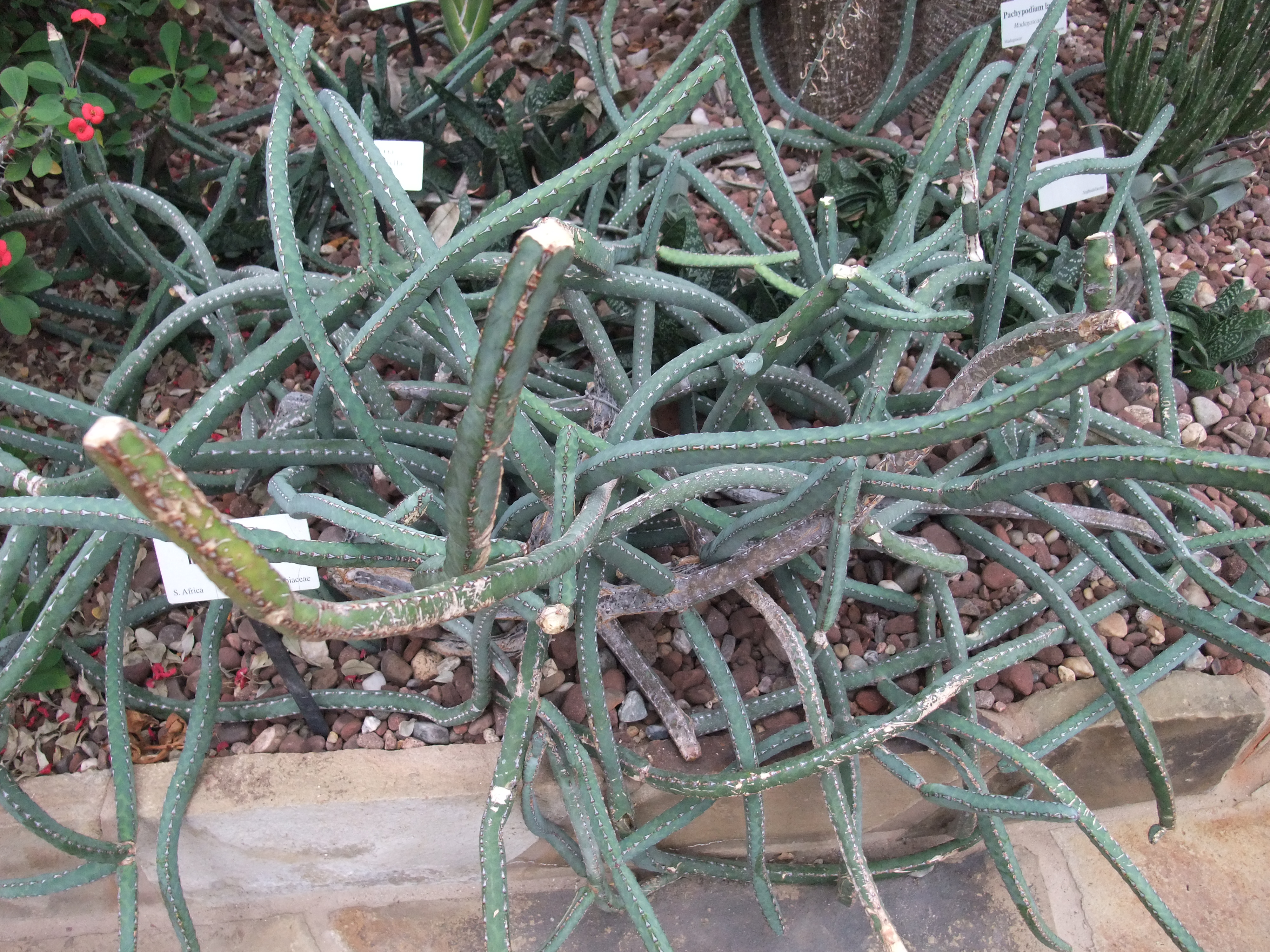
Vista de la planta

## Descripción
Es un arbusto suculento con ramas erectas o decumbentes que alcanzan los 2 m de altura, con ramificación moderada arriba; las ramas con 4 (-5)  ángulos, de ± 2 cm de espesor; loa ángulos son rectos a superficialmente ondulados y espinosos.

## Hábitat
Se encuentra en suelo de arena pedregosa con matorrales de Acacia y Commiphora, en afloramientos rocosos con matorrales de hoja caduca; a una altitud de 450-1300 m alt.

## Taxonomía
Euphorbia heterochroma fue descrita por Ferdinand Albin Pax y publicado en Die Pflanzenwelt Ost-Afrikas C: 242. 1895.
Etimología
Euphorbia: nombre genérico que deriva del médico griego del rey Juba II de Mauritania (52 a 50 a. C. - 23), Euphorbus, en su honor – o en alusión a su gran vientre –  ya que usaba médicamente Euphorbia resinifera. En 1753 Carlos Linneo asignó el nombre a todo el género.
heterochroma: epíteto
Variedades
- Euphorbia heterochroma ssp. heterochroma
- Euphorbia heterochroma ssp. tsavoensis S.Carter 1987

Sinonimia
- Euphorbia heterochroma subsp. heterochroma
- Euphorbia heterochroma var. mitis (Pax) N.E.Br.
- Euphorbia impervia A.Berger (1907)
- Euphorbia heterochroma subsp. tsavoensis S.Carter[1]
- Euphorbia mitis Pax
- Euphorbia stuhlmannii Schweinf. ex Volkens[5][6]